# Emmering (Landkreis Ebersberg)
Emmering ist ein Pfarrdorf und eine Gemeinde im oberbayerischen Landkreis Ebersberg sowie  Mitglied der Verwaltungsgemeinschaft Aßling. Die Gemeinde hieß bis 1978 Schalldorf.

## Geografie

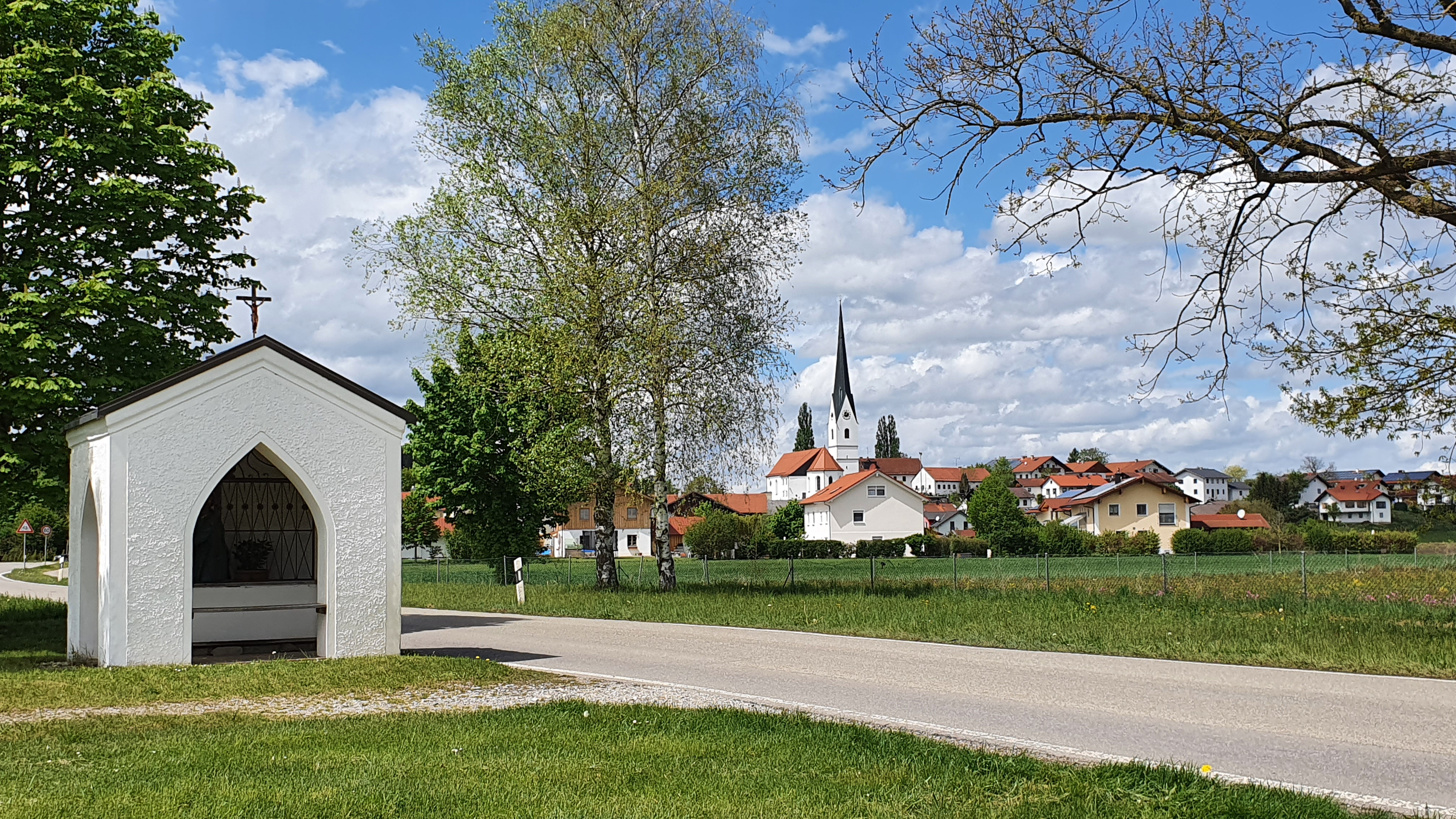
Ansicht Emmering Richtung Westen

### Lage
Die Gemeinde liegt in der Region München etwa 14 km südöstlich der Kreisstadt Ebersberg, 20 km südwestlich von Wasserburg und 21 km nordwestlich von Rosenheim entfernt. Die nächstgelegene Station an der Bahnstrecke München-Salzburg befindet sich im fünf Kilometer entfernten Aßling.

### Gemeindegliederung
Es gibt 36 Gemeindeteile (in Klammern ist der Siedlungstyp angegeben):
- Angelsbruck (Weiler)
- Anger (Einöde)
- Boign (Einöde)
- Bruckhof (Dorf)
- Einholz (Weiler)
- Emmering (Pfarrdorf)
- Esterndorf (Einöde)
- Froschlack (Einöde)
- Furth (Weiler)
- Garnreith (Einöde)
- Garsbichl (Einöde)
- Haus (Weiler)
- Herrnholz (Weiler)
- Heumoos (Einöde)
- Hinteraschau (Dorf)
- Hirschbichl (Dorf)
- Hofberg (Weiler)
- Höheneich (Einöde)
- Holzen (Einöde)
- Kronau (Kirchdorf)
- Mittermühle (Weiler)
- Moos (Weiler)
- Mühlberg (Einöde)
- Mühlbichl (Weiler)
- Obermühle (Weiler)
- Ried (Einöde)
- Sanftlreith (Einöde)
- Saum (Einöde)
- Schalldorf (Dorf)
- Schuhlack (Einöde)
- Viecht (Weiler)
- Wagenreith (Einöde)
- Westerberg (Dorf)
- Wolkerding (Weiler)
- Wollmannsberg (Einöde)
- Zimmerrain (Weiler)

Es gibt nur die Gemarkung Emmering.

### Natur
Folgende Schutzgebiete berühren das Gemeindegebiet:
- Fauna-Flora-Habitat-Gebiet Attel (7938-371)
- Fauna-Flora-Habitat-Gebiet Rotter Forst und Rott (8038-371)

## Geschichte

### Bis zur Gemeindegründung
Der Ort Emmering wurde im 9. Jh. als Emheringas ersturkundlich genannt. Es liegt der bajuwarische Personenname Emheri zugrunde.
Die Erstnennung von Schalldorf erfolgte um 1180 über das Ortsadelsgeschlecht der Schalldorfer (de Schalchdorf), die als Ministerialen der Grafen von Wasserburg genannt sind und bis in das 16. Jahrhundert mit Besitz in Schalldorf nachweisbar sind. Das Adelsgeschlecht der Hirschauer hatte vom 14. Jahrhundert bis 1722 den Sitz Hirschbichl inne. Zwischenzeitlich war die Hofmark im Besitz von Johann Caspar Aloys Reichsgraf Basselet von La Rosée. Letzter adeliger Besitzer des Schlosses war 1845 der Staatsrat Joseph Freiherr von Hazzi.
Die katholische Pfarrkirche St. Pankratius stammt aus dem 15. Jahrhundert.
Emmering gehörte zum Rentamt München und zum Landgericht Schwaben des Kurfürstentums Bayern. Im Zuge der Verwaltungsreformen in Bayern entstand mit dem Gemeindeedikt von 1818 die Gemeinde Schalldorf, zu der auch Emmering gehörte.

### 20. Jahrhundert
Nach dem Zweiten Weltkrieg waren bis zu 200 Flüchtlinge am Dachboden des Gasthauses „Bichler“ in Emmering untergebracht. Anschließend kamen sie ins Lager „Wagenreith“, etwa einen Kilometer südlich von Emmering. Dann wurden sie auf Bauernhöfe in der Umgebung aufgeteilt.

### Umgliederung und Namensänderung
Am 1. Mai 1978 wurde ein Teil der aufgelösten Gemeinde Lampferding, nämlich Angelsbruck, Kronau und Ried, nach Schalldorf umgegliedert. Am 2. Mai 1978, also nur einen Tag später, wurde der Name der Gemeinde Schalldorf amtlich in Emmering geändert.

### Einwohnerentwicklung
Zwischen 1988 und 2018 wuchs die Gemeinde von 1202 auf 1504 um 302 Einwohner bzw. um 25,1 %.
| Jahr | Einwohner |
| ---- | --------- |
| 1840 | 812       |
| 1871 | 822       |
| 1900 | 952       |
| 1925 | 1110      |
| 1939 | 1281      |
| 1950 | 1725      |
| 1961 | 1221      |
| 1970 | 1219      |

| Jahr | Einwohner |
| ---- | --------- |
| 1987 | 1205      |
| 1991 | 1223      |
| 1995 | 1278      |
| 2000 | 1291      |
| 2005 | 1393      |
| 2010 | 1440      |
| 2015 | 1531      |
| 2020 | 1486      |

## Politik

### Bürgermeister und Gemeinderat
Erste Bürgermeisterin ist Claudia Streu-Schütze (FWG Emmering).
Der Gemeinderat hat 12 Mitglieder. Die CSU Emmering und die FWG Emmering stellen nach der Gemeinderatswahl 2020 jeweils 5 Gemeinderäte, BFE und Grüne jeweils einen.

### Wappen

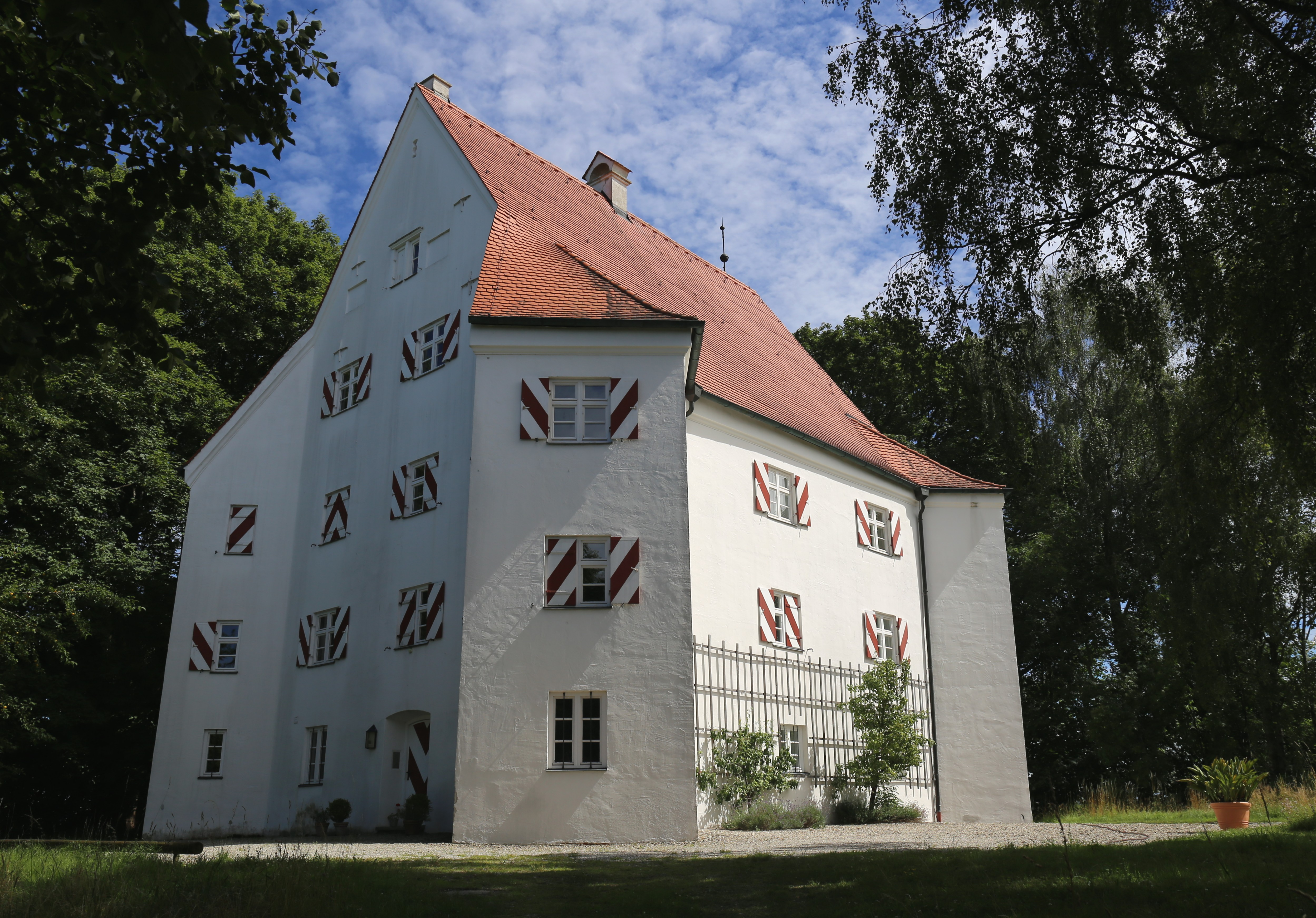
Schloss Hirschbichl

| | Blasonierung: „In Silber ein gesenkter roter Sparren, darüber zwei schräg gestellte rote Hirschstangen.“ |
| Wappenbegründung: Die Gemeinde Emmering hieß bis 1978 Schalldorf. Das Wappen vereint Figuren aus den Wappen zweier Adelsgeschlechter, die als Grundherren über Jahrhunderte eng mit Orten der Gemeinde verbunden waren. Der rote Sparren erinnert an die Schalldorfer (de Schalchdorf), die als Ministerialen der Grafen von Wasserburg mit der Erstnennung von Schalldorf um 1180 in Verbindung stehen und bis in das 16. Jahrhundert mit Besitz in Schalldorf nachweisbar sind. Die Hirschstangen sind redendes Bild aus dem Wappen der Hirschauer, die vom 14. Jahrhundert bis 1722 den Sitz Hirschbichl innehatten. Das Wappen ist auf einem Grabstein in der Pfarrkirche Emmering zu finden. Dieses Wappen wird seit 1969 geführt. | |

## Baudenkmäler
Neben Schloss Hirschbichl und der katholischen Pfarrkirche St. Pankratius stehen eine ganze Reihe von Kapellen und Bauernhöfen im Gemeindegebiet unter Denkmalschutz.

## Wirtschaft und Infrastruktur

### Wirtschaft einschließlich Land- und Forstwirtschaft
Nach der amtlichen Statistik gab es 2018 insgesamt 617 sozialversicherungspflichtig Beschäftigte. Davon arbeiteten in der Gemeinde 42 Personen im produzierenden Gewerbe, 19 im Bereich Handel, Verkehr, Gastgewerbe und 64 in sonstigen Wirtschaftszweigen. Im verarbeitenden Gewerbe gab es keine Betriebe mit 20 oder mehr Beschäftigten, im Bauhauptgewerbe 7. Zudem bestanden im Jahr 2016 50 landwirtschaftliche Betriebe mit einer landwirtschaftlich genutzten Fläche von 1331 ha, davon waren 837 ha Dauergrünfläche.

### Bildung
2020 gab es folgende Einrichtungen:
- Kindergärten: 50 Kindergartenplätze mit 50 Kindern
- Schulen: Zweiter Standort der Grund- und Mittelschule Aßling

## Brauchtum
Ein besonderer Faschingsbrauch ist die Emmeringer Bettelhochzeit, die meist alle elf oder zwölf Jahre stattfindet. Die erste Bettelhochzeit gab es 1928 oder 1929; es folgten Bettelhochzeiten in den Jahren 1949, 1968, 1980, 1992, 2003, 2014 und 2025. Das Brautpaar wird von zwei Männern aus der Dorfgemeinde gespielt, wobei einer der Männer den Bräutigam und der andere in Frauenkleidern die Braut darstellt. Ab Januar sind bereits Hochzeitslader unterwegs und bitten alle Haushalte sowie den amtierenden Landrat um Erlaubnis für die Hochzeit. Diese beginnt am Faschingssonntag um 13:30 Uhr mit einem Umzug, die „Trauung“ findet anschließend auf einem Misthaufen statt. Seit 1979 wird zu Beginn der Faschingszeit am 11. November die „Scheidung“ des jeweils letzten Bettelhochzeitpaars gefeiert.

## Söhne und Töchter der Gemeinde
- Josef Vogl (1848–1886), gründete 1883 in Bayrischzell den ersten bayerischen Trachtenverein
- Benedikt Mayer (* 1953), von 2011 bis 2018 Bundesschatzmeister der Partei Bündnis 90/Die Grünen